# Битка при Мечка – Тръстеник
Битка при Мечка – Тръстеник е решителнодействие за изхода на бойните действия на Балканския фронт в Руско-турската война (1877 – 1878).

## Разположение на силите
Османските сили от 30 000 офицери и войници, 1800 конници и 54 оръдия с командир Асаф паша са насочени срещу левия фланг на Северния руски отряд съставен от части на 12-и армейски корпус от 15 батальона, 18 ескадрона и 72 оръдия с командир генерал-лейтенант Пьотър Вановски. Руските сили заемат позиция на линията река Дунав – село Мечка – село Тръстеник. Общата дължина на отбранителната линия е 10 км.
Битката е замислена от Мехмед Али паша. Поради снемането му от поста командир на османската Източнодунавска армия е осъществена от новия командир Сюлейман паша. Целта е да се осъществи пробив в руската отбранителна линия и османските части да се насочат към направлението Бяла – Плевен.

## Бойни действия
Около 8 часа на 14 ноември командирът на 12-а пехотна дивизия генерал-лейтенант Александър Фиркс узнава за започващото вражеско настъпление. Поради разтегнатия фронт възприема тактиката на активна отбрана. Главният удар е насочен срещу левия фланг на руските позиции при село Мечка. Достигнали на 150 крачки до позициите на 45-и Азовски пехотен полк и 46-и Днепровски пехотен полк, противниковите части са отбити с контраатака. За успеха допринася фланговият удар от направлението на село Пиргово на 48-и Одески пехотен полк с командир полковник Николай Санников. Около 13 часа противникът отстъпва по левия фланг до село село Пиргово. Преследването е преустановено към 15 часа поради започнала османска атака срещу десния руски фланг. Води се ожесточен бой при селата Гюрючешме и Тръстеник. Позициите са отстоявани от 47-и Украински пехотен полк, 48-и Одески пехотен полк и 129-и Бесарабски пехотен полк. След контраатака на 47-и Украински пехотен полк и флангов удар на 48-и Одески пехотен полк критичната обстановка е преодоляна. Противникът се изтегля на североизток.
Руски загуби са 1509 убити и ранени офицери и войници. Османски загуби со около 1200 убити и ранени офицери и войници.
В края на ноември Сюлейман паша подготвя нова атака с цел облекчаване опита на Осман паша да разкъса блокадния пръстен при Плевен. На 30 ноември многобройни османски сили излизат от Русе. Руските части, усилени след първия бой, са известени за началото на османското настъпление с оръдейни изстрели от бреговата артилерия при Парапан. Около 8:30 часа османската конница достига линията на селата Пиргово – Гюрючешме. Следват я гъсти пехотни колони и артилерия. Отбити са две атаки при село Мечка и с контраатаки противникът е отблъснат до височините при село Пиргово. Действията са подкрепени от руската броненосна лодка „Никопол“, установена на котва при остров Мечка. Десният руски фланг провежда успешно настъпление при село Гюрючешме. Противникът е принуден да се изтегли от цялата линия към направлението Русе – село Кадъкьой. Сюлейман паша научава за пленяването на Западната армия на Осман паша при Плевен след преустановяването на боя.
Руски загуби са 711 убити и ранени офицери и войници. Османски загубиса около 3000 убити и ранени офицери и войници.

## Резултати
Битката при селата Мечка – Тръстеник приключва действията на Източния фронт през 1877 г. Източният руски отряд решително задържа най-мощната османска групировка – Източнодунавската армия. Изпълнява успешно стратегическата си задача – да не допусне флангов удар срещу главните руски сили, а през късната есен – да не допусне опит от изток за деблокиране на обкръжената при Плевен османска Западна армия.